# Graafland (geslacht)

Graafland (ook: Hooft Graafland en: Hooft Graafland van Schotervlieland) is een Amsterdams patriciërsgeslacht waarvan leden sinds 1815 tot de Nederlandse adel behoren.

## Geschiedenis
De stamreeks begint met Cornelis Pietersz. die tussen 1553 en 1556 gegoed was te Ammers Graafland en voor 1561 naar Rotterdam vertrok. Zijn kleinzoon Cornelis Cornelisz Gravelant (Graeeflant) (1580-1643) was kistenmaker te Rotterdam, daarna ijzerkramer te Amsterdam. Diens zoon Cornelis Gravelant (Graafland) (1619-1677) werd in 1641 poorter van Amsterdam, werd er koopman, daarna bewindhebber VOC, luitenant en kapitein van de burgerij. Nakomelingen van hem werden raad, schepen en burgemeester van Amsterdam.
Een kleinzoon van de laatste, mr. Joan Graafland (1697-1767), was raad, schepen en burgemeester van Amsterdam; hij was daarnaast heer van Schotervlieland, een heerlijkheid die nog steeds in de familie is. Zijn zoon mr. Joan Graafland, heer van Schotervlieland (1736-1740) trouwde in 1761 met Hester Hooft (1740-1791) waarna hun zoon Hendrik (1764-1828) zich Hooft Graafland ging noemen en stamvader van de tak met die naam werd.
In 1802 trouwde Cornelis Jan Louis Graafland (1776-1803), luitenant-ter-zee, met Johanna Elisabeth Scheffers, weduwe van Johannes Pieters. Uit het eerste huwelijk van Johanna Elisabeth Scheffers stamt het nog bloeiende geslacht Pieters Graafland waarvan de voormalig doelman van Ajax, Feyenoord en het Nederlands elftal Eddy Pieters Graafland een beroemde telg is.
Bij KB van 16 september 1815 werd Joan Graafland (1733-1821) verheven in de Nederlandse adel; tussen 1835 en 1909 werden nog verschillende andere familieleden verheven.
In 1961 werd de familie opgenomen in het genealogische naslagwerk Nederland's Patriciaat waarin ook de niet-adellijke takken vermeld worden.

## Enkele telgen
- Jhr. Joan Graafland (1733-1821), schepen en raad van Amsterdam, bewindhebber WIC
- Jhr. Joan Magdalena Leo Graafland (1850-1925), heraldicus
- Jhr. Isaäc Pierre Constant Graafland (1851-1918), letterkundige
- Jhr. Robert Archibald Antonius Joan Graafland (1875–1940), kunstschilder
- Jhr. René Hooft Graafland (1955), voormalig CFO van Heineken NV (2005-2015)
- Jkvr. drs. Hermance Rebecca Hooft Graafland (1967); trouwde in 1996 met Tijo Johannes Guyon baron Collot d’ Escury (1966), bestuurder bij Roland Berger Strategy Consultants
- Jkvr. Scarlett Hooft Graafland (1973), fotograaf, textielkunstenaar

Geslachten die opgenomen zijn in het sinds 1910 verschijnende genealogische naslagwerk Nederland's Patriciaat. Lijst volgens opgave van het CBG Centrum voor familiegeschiedenis.
A · B · C · D · E · F · G · H · I · J · K · L · M · N · O · P · Q · R · S · T · U · V · W · Y · Z